# Маслинова гора
Маслинова гора (Mount of Olives הר הזיתים, Har HaZeitim) је брдовити венац (врх 830 m), дуг једну миљу, 1 km источно од Јерусалима, Израел одвојена од њега Кедронском долином. На подножју брда је Гетсимански врт, воћњак са маслинама (Мт 24,3).
Према библијском предању, са Маслинове горе је Давид побегао од Авесалома (2 Сам 15,30). Са ње је Исус путовао за Јерусалим (Мк 11,1-11) и одатле се вазнео на небо (Дап 1,11).

## Галерија
- Гробница Абшалому
- Гробница Захарија
- Гробница Бенеи Хезира
- Пећина Јошафата
- Могила Олди
- Пећина пророка
- Гроб фараонове ћерке
- Кедронска долина некропола
- Црква Свих Нација
- Црква Марије Магдалене
- Немачка болница - болница Аугуста Викторија
- Бригам Јанг универзитет